# Discordianesimo

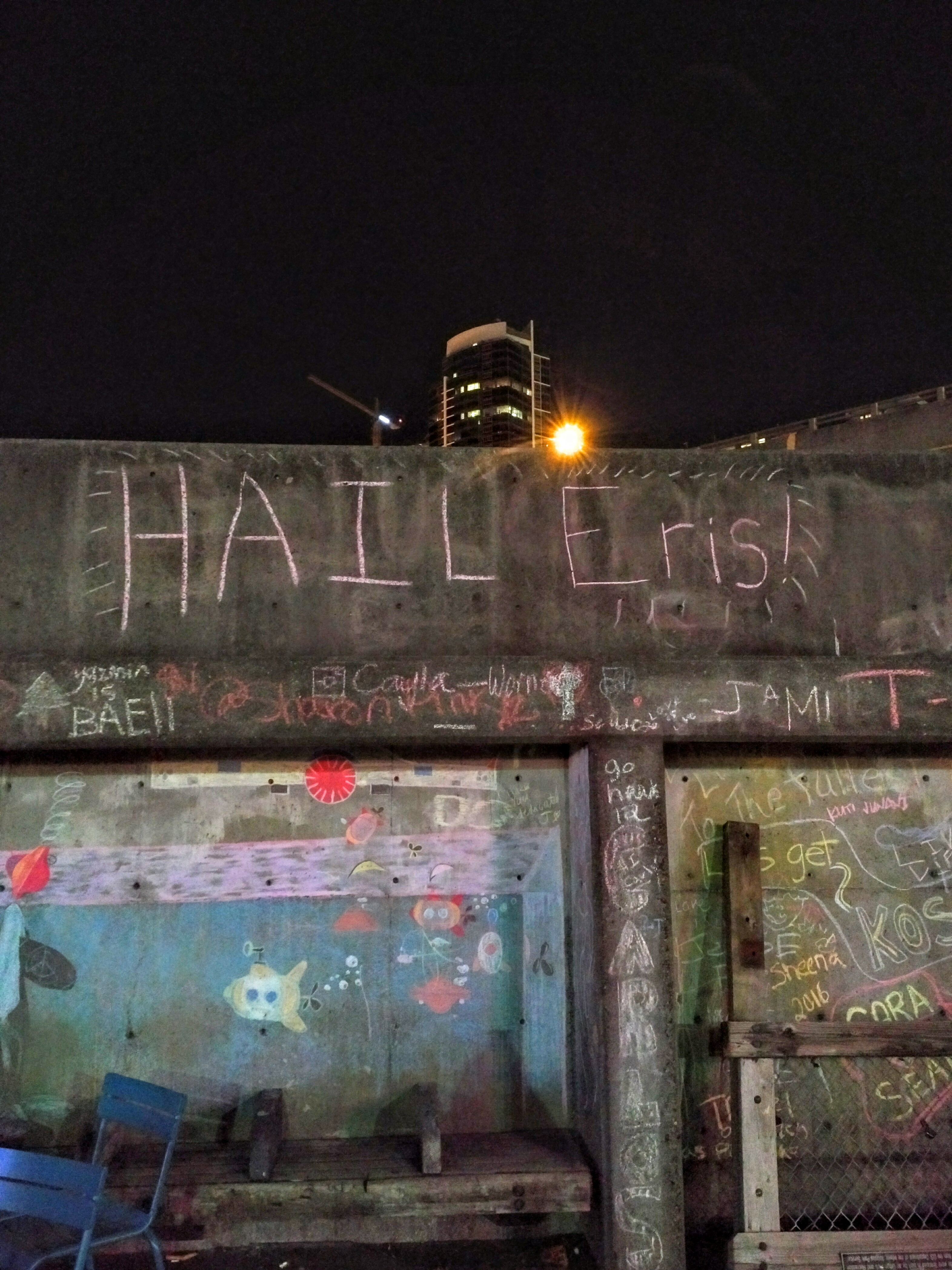
Graffito moderno inneggiante a Eris, dea greca della discordia

Il discordianesimo è una religione satirica o parodistica fondata nel 1963 da Gregory Hill e Kerry Thornley, incentrata sul culto di Eris, dea Greca del caos nota ai latini come Discordia.
La religione parte dall'idea che il caos sia tutto ciò che esiste, e che sia il disordine sia l'ordine siano illusioni imposte su di esso. A queste ci si riferisce, rispettivamente, come alle illusioni eristiche ed aneristiche.
Si tratta in definitiva di un gioco goliardico che non ha alcun intento di perseguire una qualche "verità rivelata" o di rapporto con la spiritualità intesa come "natura trascendente" e non intende offendere o denigrare in nessun modo l'autentico spirito di ricerca del Sacro dell'uomo.
È stato chiamato "Zen per occidentali", sulla base delle similarità con le interpretazioni assurdiste della scuola di Rinzai. Il Discordianesimo riconosce il caos, la discordia ed il dissenso come qualità valide e desiderabili, in contrasto con la maggior parte delle religioni, che idealizzano l'armonia e l'ordine.

## Storia
Il discordianesimo è stato fondato da Gregory Hill (con gli pseudonimi di Malaclypse il Giovane o Mal-2 o L'omnibenevolo polipadre della verginità in oro o OPOVIG, The Omnibenevolent Polyfather of Virginity in Gold) e Kerry Thornley (chiamato anche Lord Omar Khayyam Ravenhurst). I Principia Discordia di Hill sono il documento fondante del Discordianesimo. Hill ha dichiarato di essersi rifatto ad un immaginario testo precedente, L'Onesto libro della verità, che sarebbe stato preso da un raccoglitore d'immondizia, secondo una citazione a pagina 00030 del Principia. L'intento dissacrante della religione discordiana ha preso le forme di una bizzarra collezione di testi.
Molte religioni adorano i principi di armonia e ordine nell'Universo, mentre il discordianesimo può essere interpretato come l'accettazione del fatto che la disarmonia e il caos sono aspetti della realtà altrettanto cogenti. I Principia Discordia suggeriscono spesso che il Discordianesimo sia stato fondato come antitesi dialettica alle più popolari religioni basate sull'ordine.
La divinità matrona del discordianesimo è stata indicata in Eris, la dea della discordia della mitologia greca, che la mitologia romana identifica con la dea Discordia.
Tanto Eric Steven Raymond che lo scrittore newyorkese Peter Lamborn Wilson (nato nel 1945), meglio conosciuto come Hakim Bey, nel suo scritto Zone temporaneamente autonome (Temporary Autonomous Zone) del 1991, fanno riferimento al Discordianesimo come ad una religione praticata da hacker e menti inquiete in genere. Grande visibilità è stata data al Discordianesimo da diversi riferimenti contenuti nei romanzi di fantascienza The Illuminatus! Trilogy, testo base dell'esoterismo hacker scritto dallo scrittore di Brooklyn Robert Anton Wilson (1932-2007) e dal giornalista newyorkese Robert Shea (1933-1994). Importante contributo alla diffusione delle idee discordiane è stato dato anche dalle numerose conferenze che Wilson ha tenuto in giro per il mondo. The Illuminatus! Trilogy racconta della lotta ingaggiata dalla società segreta degli Illuminati, che governa il mondo pur restando nell'ombra, contro una anarchica resistenza di discordiani.

## Organizzazione
(Kerry Thornley nell'introduzione alla 5ª edizione del Principia Discordia)
L'insieme dei credenti discordiani è detto La società discordiana, la cui definizione è "La società discordiana non ha definizione".
Alcuni lavorano assieme.

Alcuni non ne parlano.»
(note a margine nel Principia Discordia, pagina 00032)
I discordiani che non formano una propria setta, che appartengano alla setta di qualcun altro o meno, formano la Legione della Discordia Dinamica e possono essere chiamati "legionari". Per chi vuole diventare discordiano, pagina 00032 del Principia dice:
Analoga libertà teorica è lasciata al fedele discordiano: nei Principia Discordia si fa riferimento al kōan zen delle "tre libbre di lino", con cui il maestro zen Dongshan Shouchu (morto nel 900) cercava di opporsi al tentativo razionale da parte di un allievo di comprendere l'insegnamento del Buddha e la sua intima essenza: nei Principia, la risposta "Cinque tonnellate di lino" ("Five tons of flax") è indicata come risposta alla domanda "Quale è il significato di POEE?". I discordiani sono quindi soliti usare questa frase come slogan giocoso o come risposta a domande filosofiche.

### POEE
La setta del discordianesimo fondata da Malaclypse il Giovane e Omar Khayyam Ravenhurst è conosciuta come "L'ordine parateo-anametamistico dell'esoterica di Eris" (POEE, dall'inglese "Paratheo-anametamystikhood Of Eris Esoteric"); i Principia Discordia parlano specificatamente di POEE, oltre che del discordianesimo in generale.
Per esempio, pagina 00022 contiene – oltre che una citazione di Lichtenberg: "Questo libro è uno specchio.  Quando una scimmia guarda dentro, nessun apostolo guarda fuori." – alcuni dettagli sulla struttura di POEE. In particolare POEE si comporrebbe di cinque gradi:
1. il "neofita" o "legionario discepolo";
2. il "legionario diacono", che sta iniziando a capire;
3. il sacerdote/sacerdotessa POEE consacrato o cappellano;
4. l'alto sacerdote, detto "il polipadre";
5. il "papa".

I legionari discepoli POEE sono autorizzati a iniziare altri come legionari della società discordiana. I sacerdoti nominano i propri diaconi. Il polipadre consacra i sacerdoti. Dalla pagina 00036 dei Principia Discordia si apprende che "un papa è colui che non è sotto l'autorità delle autorità" e che "Ogni uomo, donna e bambino su questa Terra è un genuino e autorizzato Papa".
Secondo i Principia Discordia è una tribù di filosofi, teologi, maghi, scienziati, artisti, pagliacci e simili maniaci, intrigati dalla dea della confusione Eris e dalle sue azioni.

## Filosofia
Alle pagine 00049 e 00050 del Principia Discordia appare un sommario della filosofia discordiana.

### Cao
La parola Cao è stata coniata come singolare di caos. Nella religione discordiana, il cao è il simbolo della natura patafisica della realtà; istanze singolari di caos che sono alla base della teoria patafisica.

Il Sacro Cao

Il Sacro Cao è un simbolo usato dai discordiani per illustrare la correlazione tra ordine e disordine. Assomiglia ad un simbolo yin yang, ma secondo i Principia Discordia:
La scelta del pentagono come simbolo del Principio Aneristico sarebbe in parte collegata al Pentagono di Washington e in parte alla Legge dei Cinque. La Mela dorata della Discordia è quella menzionata nella storia dell'Affronto Originale (il celebre pomo della discordia).

### La legge dei Cinque
La legge dei Cinque è riassunta a pagina 00016 del Principia Discordia:
Come buona parte del discordianesimo, la Legge dei Cinque appare come uno scherzo perverso, un esempio di bizzarro sovrannaturalismo.
L'appendice Beth della Trilogia degli Illuminati di R. A. Wilson discute di parte della numerologia del discordianesimo e si domanda cosa succederebbe alla Legge dei Cinque se ognuno avesse sei dita in ogni mano.

### La maledizione di Grigiaghigna
La "maledizione di Grigiaghigna" è una delle parti più importanti del discordianesimo. Si può trovare alle pagine 00042 e 00063 dei Principia Discordia. Il metodo per combattere la maledizione si trova invece alle pagine 00063 e 00074. Secondo i Principia, Grigiaghigna (conosciuto dagli anglosassoni come Greyface) fu un uomo che visse nel 1166 a.C. e insegnò che la vita è seria e il gioco è peccato. La maledizione è lo sbilanciamento psicologico e spirituale che risulta da queste credenze.
Accettando la vita come seria e ordinata, i seguaci di Grigiaghigna finiscono per dividere tutte le cose secondo ordine e disordine. In questo sistema l'ordine viene preferito a tutti i costi al disordine; questo porterebbe ad accettare sia l'ordine costruttivo che l'ordine distruttivo.

### Legge dell'Escalation Eristica
I Principia Discordia contengono, alla pagina 00046, la Legge dell'Escalation Eristica. Questa legge afferma l'equazione "Imposizione dell'Ordine = Escalation del Caos".

### Il Pentaconato
Il Pentaconato è un insieme di cinque doveri sacri del discordiano. I Principia così li elencano:
1. "Non c'è Dea tranne Dea e Lei è la Tua Dea. Non c'è Movimento Erisiano tranne Il Movimento Erisiano ed è Il Movimento Erisiano. E ogni Corpo della Mela D'oro è l'adorata casa di un Verme D'oro".
2. "Un Discordiano Deve Sempre usare il Sistema Discordiano Ufficiale di Numerazione dei Documenti".
3. "È Richiesto che un Discordiano, nella sua fase iniziale di Illuminazione, si Allontani in Solitudine e Gioisca nella Comunione con un Panino con hot dog di venerdì; questa Cerimonia Devozionale serve per Protestare contro le numerose forme di Paganesimo di oggi: dei Cattolici Cristiani (niente carne al venerdì), degli Ebrei (niente carne di maiale), degli Induisti (niente carne di manzo), dei Buddisti (niente carne di animali) e dei Discordiani (niente panini da Hot Dog)".
4. "Un Discordiano non mangerà panini da Hot Dog, poiché Ciò è stato il Conforto della Nostra Dea quando subì il Rifiuto Originale".
5. "È proibito a un Discordiano di credere in quello che legge".

La quinta legge è un avvertimento verso ogni fede rivelata: benché le parole possano ispirare un credo, non dovrebbero esserne la fonte. La quarta legge stabilisce un dogma religioso, ma la terza istruisce a rifiutarlo, fornendo esempi di dogmi di altre religioni. La seconda legge mostra la futilità dei dogmi: il Sistema discordiano ufficiale di numerazione dei documenti non è spiegato nel Pentaconato. In accordo con i principi del caos, le parole non possono definire un credo condiviso da tutti; ogni persona interpreterà la scrittura diversamente. Alcuni suppongono che il "Sistema discordiano ufficiale di numerazione dei documenti" della seconda legge sacra abbia qualcosa a che vedere col fatto che tutti i numeri di pagina del libro sono formati esattamente da cinque cifre.

## La ghiandola pineale
"Consulta la tua ghiandola pineale" è un comune modo di dire discordiano. Alcuni discordiani considerano la ghiandola pineale la fonte delle risposte alle domande più difficili della vita.